# Mario Galvagni
Mario Galvagni (Milano, 11 luglio 1928 – Milano, 7 aprile 2020) è stato un architetto italiano.

## Biografia
Dopo gli studi alla Scuola del Libro dell'Umanitaria di Milano nel 1942, si è diplomato al Liceo Artistico di Brera e successivamente in Pittura all'Accademia di Brera, laureandosi in Architettura al Politecnico di Milano nel 1953. Collaborò con l'amico Gio Ponti e lavorò nello studio di Luigi Figini e Gino Pollini. Il suo eclettismo lo portò ad esplorare altre discipline, tra le quali la Fisica e nel 1981 diventò socio ricercatore della Società Italiana di Fisica. Nel 1954 vince il concorso indetto da Pierino Tizzoni, imprenditore importatore della BMW in Italia, per fondare la località per vacanze di Torre del Mare a Bergeggi (SV). Così a ventisei anni iniziò a sperimentare sul campo il fare architettura.
Nella sua carriera sviluppò molteplici progetti e ricerche, in particolare, innestate sul tema della casa per vacanza al mare e in montagna, tra la Liguria e la Valle d'Aosta.
Le sue opere furono pubblicate su importanti riviste internazionali: per citarne alcune Domus, con articolo di Giò Ponti; su Architecture d’aujourd’hui e Aujourd’hui art et architecture, dove André Bloc, sempre attento alle sperimentazioni formali, ne diede conto; su Progressive Architecture e The Architectural Review. Nel 1967 la critica americana Ester McCoy lo invitò alla mostra 10 Italian Architects al LACMA di Los Angeles, dove Galvagni presentò la megastruttura Continuos City Ink Drawing (un centro civico per la città di Bellagio sul Lago di Como). La storica dell’arte Lara Vinca Masini lo invitò nel 1978 alla Biennale di Venezia/Arti visive e Architettura curata da Enrico Crispolti. Lì Galvagni partecipò alla sezione Utopia e crisi dell’ antinatura. Intenzioni architettoniche in Italia. 
Solo tardivamente lo storico dell'architettura Bruno Zevi si accorse di lui, pubblicandone un'opera nella rivista da lui fondata L’architettura, cronache e storia. Tuttavia la sua opera architettonica, pur avendo una certa diffusione, fu controversa e non sempre fu apprezzata: Ernesto Nathan Rogers, ad esempio, rifiutò di pubblicarla su Casabella.
Nel 2012 viene istituito il Parco architettonico di Torre del Mare, che ha come protagonisti gli edifici progettati da Galvagni a Torre del Mare tra il 1954 e il 1960.

## Principali opere
- 1954 Casa Silva  a Caldonazzo

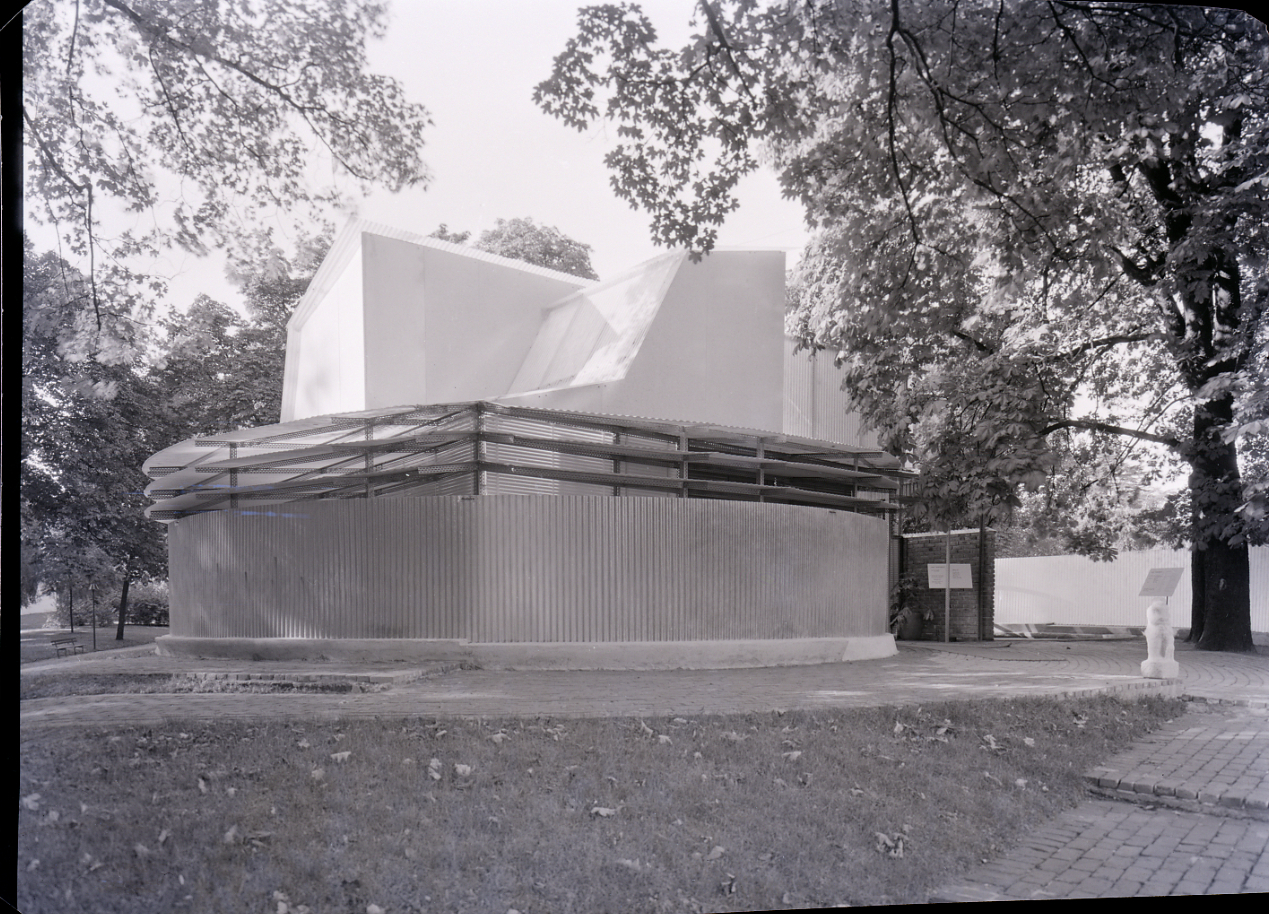

- 1954 Casa Trasparente alla X Triennale di Milano
- 1955 Gli Uffici del complesso residenziale turistico di Torre del Mare  a Bergeggi
- 1956 Casa Zani nel complesso di Torre del Mare a Bergeggi
- 1956 Casa Giancarlo Buffa  nel complesso di Torre del Mare a Bergeggi
- 1956 Casa Beretta nel complesso di Torre del Mare a Bergeggi
- 1958 Casa Acerboni nel complesso di Torre del Mare a Bergeggi
- 1958 Casa Sida-Callegaro nel complesso di Torre del Mare a Bergeggi
- 1960 Casa Reale nel complesso di Torre del Mare a Bergeggi
- 1960-64-89 Casa Terenzio Belloli a Inveruno
- 1964-67 Casa Angelo Belloli a Inveruno
- 1966-67 la Piscina del Complesso Giomein a Cervinia
- 1967-89 Casa Gianni Mainini a Inveruno
- 1968-74 Casa Beretta in Val d'Ayas a Brusson (in seguito Casa Menino, poi suddivisa in miniresidenze)
- 1968-75 Casa-Studio Galvagni (abitazione dell’autore) a Carbuta, Calice Ligure
- 1970-73 Casa Orazio Bertolotto e Giuseppe Dondo a Bergeggi
- 1984-87 Casa Cattaneo-Parisi a Inveruno
- 1998 Sedia "linea e punto & spazio e punto", prodotta da Citterio